# Taxonomie (Linguistik)
Die linguistische Taxonomie (griech. taxis 'Ordnung', -nomia 'Verwaltung') ist die Lehre der Methoden zur Bildung von Klassen unter dem Aspekt der Ähnlichkeitsbeziehungen zwischen den zu ordnenden Begriffen (taxon, Pl. taxa. Vgl. auch grammat. Taxem). Die linguistische Taxonomie entwickelte sich aus der numerischen Taxonomie in der Mathematik und kommt vermehrt in der Dialektologie und Sprachtypologie zur Anwendung.
Manche Autoren sprechen auch von Taxometrie und meinen damit abwertend die Verfahren des US-amerikanischen Strukturalismus.